# Буйновський Ігор Анатолійович
І́гор Анато́лійович Буйно́вський (нар. 14 лютого 1968 — пом. 28 січня 2015) — старший солдат Збройних Сил України, учасник російсько-української війни.

## Життєпис
Працював від 1988 року на Південноукраїнській АЕС — спочатку електрослюсарем, з 1997-го — на посаді інженера з ремонту. 1999 року став наглядовим інспектором служби відомчого нагляду та пожежної безпеки, 2004-го прийнятий інструктором в навчально-тренувальний центр. 2010 року балотувався на посаду міського голови Южноукраїнська.
21 серпня 2014-го мобілізований як доброволець; солдат артилерійського розрахунку зенітно-артилерійського взводу, 13-й окремий мотопіхотний батальйон «Чернігів-1» 1-ї окремої танкової бригади.
Загинув 28 січня 2015-го внаслідок обстрілу з РСЗВ «Град» позицій військових під Вуглегірськом. Ігоря вбило електричним струмом — впали лінії електропередач внаслідок обстрілу.
Після проведення процедур ідентифікації 28 травня 2015-го похований в Южноукраїнську.
Без сина лишилась мама Зінаїда Григорівна.

## Нагороди та вшанування
- Указом Президента України № 103/2016 від 21 березня 2016 року, «за особисту мужність і високий професіоналізм, виявлені у захисті державного суверенітету та територіальної цілісності України, вірність військовій присязі», нагороджений орденом «За мужність» III ступеня (посмертно)[1].
- Нагороджений відзнакою Громадської Спілки «Всеукраїнське об’єднання «Ми українці» орденом «Хрест Героя» (посмертно).
- На фасаді будинку, у якому проживав Ігор Буйновський, встановлено меморіальну дошку його честі.
- Вшановується в меморіальному комплексі «Зала пам'яті», в щоденному ранковому церемоніалі 28 січня[2][3].